# Saint Sylvestre (album)
 (janvier 2020).
Saint Sylvestre est un Extended Play (EP) de chansons de Noël, chantées par le groupe Les Innocents sorti en 1989. On y retrouve des reprises de chants tels que Joyeux Noël de Barbara et I Saw Mommy Kissing Santa Claus.

## Genèse et enregistrement
Il a été enregistré et mixé par Dominique Leducal aux Studios Garage.
Les Innocents reprennent ainsi une tradition de disques de chansons de Noël, surtout présente outre-atlantique (Elvis Presley, Mariah Carey, Ray Charles, Coldplay).

## Liste des titres
1. Saint Sylvestre
2. Il Paraît qu'en Angleterre
3. Joyeux Noël (reprise de Barbara)
4. Merry Xmas Everybody (reprise de Slade)
5. Santa Claus Is Coming to Town
6. I Saw Mommy Kissing Santa Claus (reprise de Jimmy Boyd)